# فرانك ريغان
فرانك ريغان (بالإنجليزية: Frank Reagan)‏ هو لاعب كرة قدم أمريكية أمريكي، ولد في 28 يوليو 1919 في فيلادلفيا في الولايات المتحدة، وتوفي بنفس المكان في 20 نوفمبر 1972 بسبب سرطان الرئة.

## وصلات خارجية
- فرانك ريغان على موقع مرجع كرة القدم المحترفة.كوم (الإنجليزية)